# Laobés
Pour les articles homonymes, voir Laobé (homonymie).
Ne doit pas être confondu avec Laobé (chien).
 (novembre 2018).
Si vous disposez d'ouvrages ou d'articles de référence ou si vous connaissez des sites web de qualité traitant du thème abordé ici, merci de compléter l'article en donnant les références utiles à sa vérifiabilité et en les liant à la section « Notes et références ».
Les Laobés (ou Lawbe ou Lahobe) représentent une communauté importante du Sénégal. Ils font partie de l'ethnie Peul et sont dispersés dans toute l'Afrique de l'Ouest en Guinée, Sénégal, Mali et Mauritanie  pour l'essentiel. 

## Population
Selon le recensement de 1988 au Sénégal, les Laobés étaient 18 250, sur une population totale estimée à 6 773 417 habitants, soit 0,27 %.

## Histoire
Ce sont des artisans spécialisés dans le travail du bois. Ils se subdivisent en deux groupes : les Lawbe lana vivant le long des fleuves, spécialisés dans la fabrication de pirogues, qui sont sédentaires, et les Lawbe worworbe qui fabriquent divers objets de la vie quotidienne (mortiers, pilons, cuillères, coupes, plats, instruments de musique, sièges etc.), qui sont nomades. Les Lawbe lana sont très proches des Subalbe, caste des pêcheurs de l'ethnie toucouleur, leurs principaux clients, et des Sebbe, caste des guerriers Toucouleurs, qui utilisent également les pirogues. Les Subalbe et les Sebbe faisant partie des classes nobles appelées Rimbe, certains Laobés lana sont devenus des Lawbe gumbala, ceux qui chantent pour la noblesse.
Les Laobés lana sont dans la hiérarchie au-dessus des Laobés worworbe, car plus proches de la noblesse. Les Laobés sont réputés pour leur endogamie stricte, surtout dans les pays wolofs et sérères, ce qui a donné naissance au mythe que se marier avec une femme laobée porte bonheur. D'une façon générale, les Laobés sont considérés comme tels ancestralement. Pour ces raisons, toute brutalité envers eux était interdite. Ils étaient très souvent épargnés lors des diverses exactions. Les femmes laobées sont réputées pour leur charme. Au Cayor et au Baol, chaque caste d'artisans avait son représentant moral. Chez les Laobés, celui-ci portait le titre de Malaw. Les Laobés sont très majoritairement musulmans. Ils sont très souvent bilingues, parlant le peul, leur langue d'origine, puis en second la langue de la région où ils s'installent, le plus souvent le wolof. Certains d'entre eux ont intégré l'ethnie wolof, la caste des artisans Nyenyo.

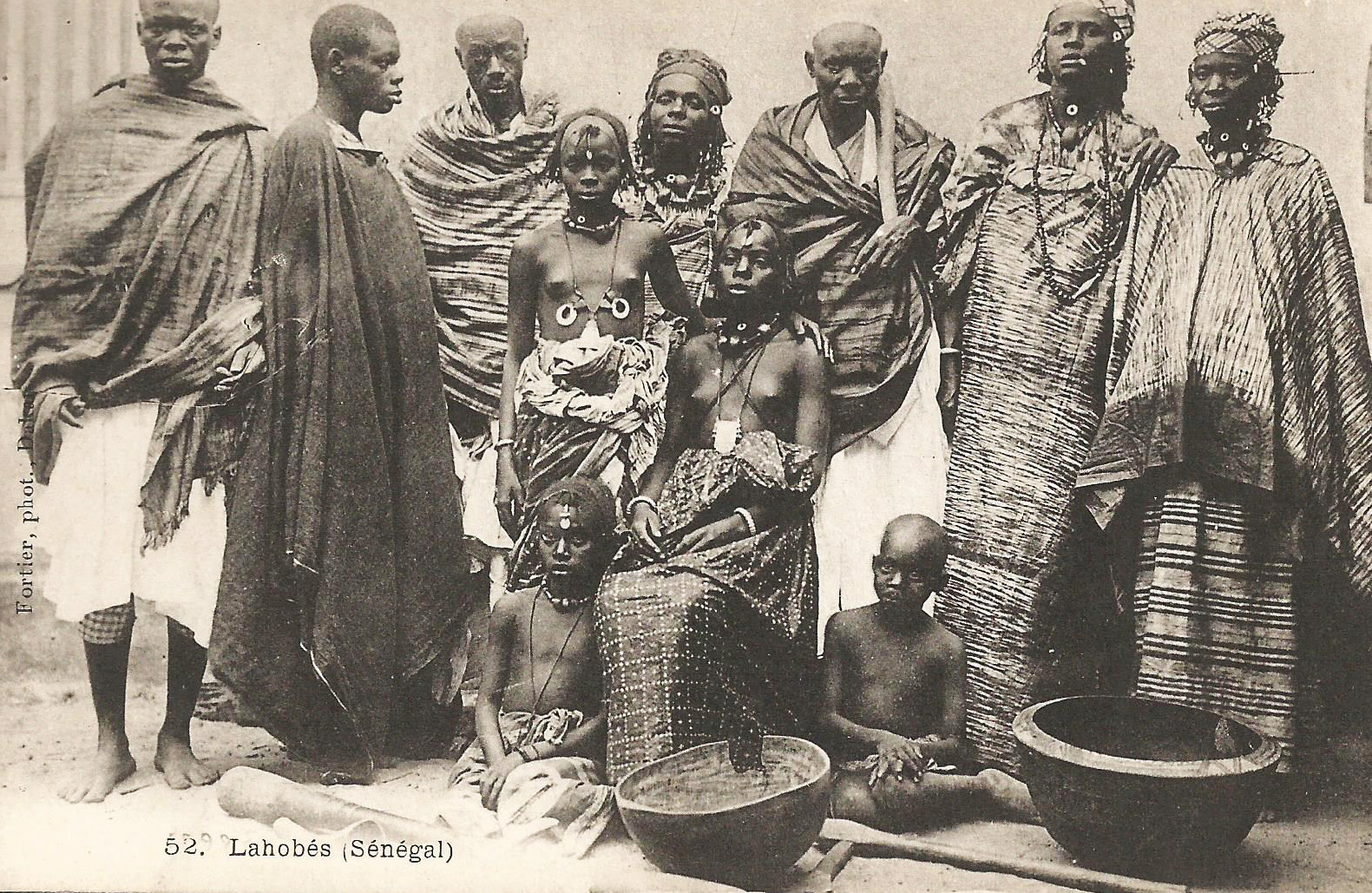
Lahobés (coll. Fortier).

Les Laobés sont traditionnellement spécialisés dans l'artisanat, la sculpture sur bois. Ce sont eux qui fabriquaient les armes de combat (complétées par les forgerons), le matériel agricole, les ustensiles de cuisine, les ardoises pour l'école coranique (expliquant le traditionnel cousinage entre les Laobés et les maîtres coraniques). Traditionnellement ils vivent à la périphérie des villages, lorsqu'on leur permettaient de s'y établir, ou dans la brousse où ils collectent le bois, dans des cases ou huttes temporaires. D'autres nomadisent avec les Peuls pasteurs. Proches de la nature, ils étaient spécialistes dans le domaine des plantes médicinales. En temps de guerre, les Laobés étaient parfois de redoutables coupeurs de route. Ils chassaient les éléphants, pour leur ivoire, dont ils se servaient aussi pour leur production. Ils se déplaçaient toujours en famille, et accompagnés de leurs chiens qui les prévenaient du moindre danger. Les Laobés étaient de grands éleveurs d'ânes, car c'est avec ces animaux qu'ils se déplaçaient pour vendre leurs productions. Dans les villes, à la place des grands marchés, ce sont eux qui vendaient les ânes. D'autres vivaient solitaires toujours accompagnés d'un chien, armés de leurs arcs, flèches et poignards, ils travaillaient seuls pour leur compte avec leurs haches. 
Une légende peule explique l'origine des Laobés, celle des trois frères Dicko : Hammadi Labbo, Samba Pullo,  Demba Bambado. La légende raconte que les Laobés sont issus de trois frères germains, tous bergers peuls. Une période de forte sécheresse ayant décimé leurs troupeaux, deux des frères prièrent Dieu de leur accorder d'autres fonctions pour subvenir à leurs besoins. Ils furent entendus et Dieu donna au frère Dicko Labbo le métier d'artisan du bois (Lawbe), à Dicko bambado, celui de conteur et guitariste (Bambado). Le troisième frère resta berger, mais promit de donner à ses frères, sans qu'ils aient à demander, le lait et la viande. Ils se différencient des Peuls uniquement de par leur métier. Ils parlent la même langue et ont le même type physique. Les ornements et les coiffures sont les mêmes. Les Peuls et les Laobés sont très liés, car ils partagent la même origine. Mais ces Peuls boisseliers, notamment les Worworbe qui pratiquent le nomadisme, sont si indépendants qu'on les considère très souvent, à tort, comme une ethnie à part.

## Activités
Aujourd'hui, avec l'avènement de la technologie du métal, ces activités de boisseliers ont perdu du terrain, et ce travail a été remplacé par la sculpture artistique, comme celle faite par Ousmane Sow. Outre les Sénégalais, les touristes apprécient beaucoup les objets d'art des Laobés. Ils pratiquent aujourd'hui tous les métiers. Aujourd'hui beaucoup de pratiques, qui n'ont à l'origine rien à voir avec les Laobés, leur sont de plus en plus associées. Le président national de la communauté des Laobés, El-hadj Moussa Sow, est leur responsable moral.

## Patronymes
Parmi les noms les plus récurrents au sein de cette ethnie on retrouve : Sow (Poulo), Dioum, Wele, Soumare, Wagne, Gadjigo (Labbo) considérés par la tradition comme les plus authentiques. Les autres noms portés par des Laobés ont des origines ethniques variées (wolof ou mandingue) et sont le plus souvent dus à des assimilations (Kébé, etc.).

### L'origine desSow
D'après les recherches effectuées par les scientifiques africains et autres, dont Cheikh Anta Diop, les Sow ne sont pas de souche peule, mais sont les descendants du peuple Saos, bâtisseur d'une grande civilisation autour du lac Tchad durant les IIe au Ve siècle apr. J.-C. (la civilisation Sao), dont les origines se situent dans la vallée du Nil (les Saw ou Saou étaient parmi les prêtres-guérisseurs, dans l'Égypte antique, le clergé d'Amon était appelé Sao). À la chute de la civilisation égyptienne, ceux-ci se sont dispersés, un rameau a suivi les Peuls partis du Soudan, alors en migration vers l'ouest (la vallée du fleuve Sénégal qui est l'un des grands foyers historiques des Peuls). Les Sow, réputés pour leurs morphologies particulières, étaient un peuple de grande taille, homme comme femme dépassant très facilement les 1,80 m, aux membres très puissants et athlétiques, au crane piriforme, comme l'attestent les statuettes Sao retrouvé au bord du lac Tchad. Caractéristique physique, qu'on retrouve chez les Sow aujourd'hui.[réf. nécessaire] Ils avaient un goût prononcé pour la danse, en particulier les femmes, qu'ils avaient presque sacralisée. Ils sont d'ailleurs au Sénégal, à l'origine de danse féminine très populaire.
Les Sow se sont par la suite fondus dans l'ensemble Peul, et seraient à l'origine de cette caste LawBe. Les LawBe portant d'autres noms que Sow ne sont que des familles peuls ayant intégré cette caste à la suite des interactions, et vice-versa, raison pour laquelle un grand nombre de Peuls portent le nom Sow, particulièrement en Guinée, Guinée-Bissau, au Sénégal et au Mali. Les Beti du Gabon et du Cameroun et leur culte So qui reprend le même rituel du Bélier d'Amon des Sao, ainsi que les Bakokos du Cameroun du groupe Bassow avec leur nom totémique Nsow, comptent également parmi les descendants des Sow. Les Sow du Mali et du Burkina Faso portent souvent le nom Sidibé.